# Charles Walcott

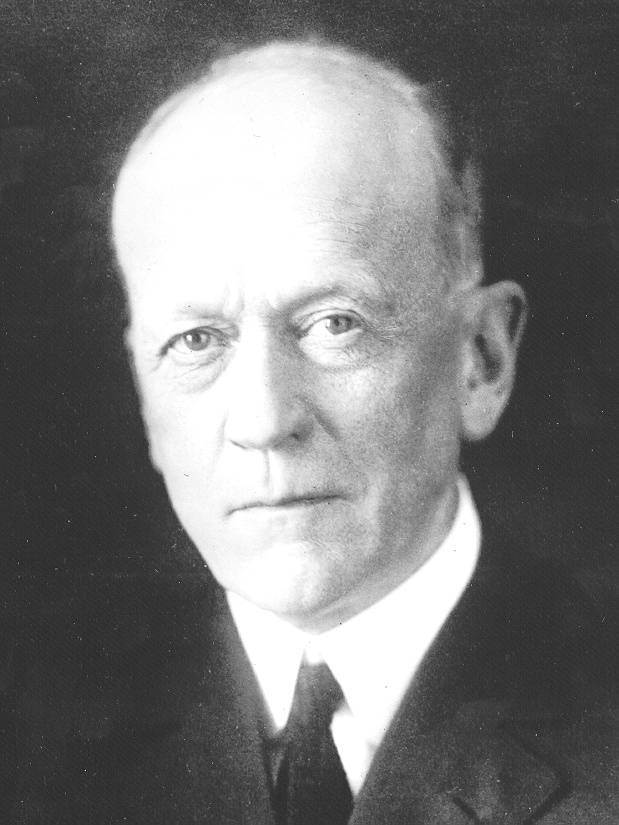
Charles Walcott

Charles Doolittle Walcott (* 31. März 1850 in New York Mills, Oneida County, New York; † 9. Februar 1927 in Washington, D.C.) war ein US-amerikanischer Paläontologe, der sich insbesondere mit Fossilien des Kambriums befasste.

## Leben und Wirken
Walcott begann früh mit dem Sammeln von Mineralien, Fossilien und Vogeleiern. Er verließ die Schule mit 18 Jahren ohne Abschluss und machte seine Leidenschaft für Fossilien zum Beruf, indem er mit ihnen handelte. Er lernte Louis Agassiz von der Harvard University kennen und wandte sich durch dessen Einfluss der Paläontologie zu. Zunächst war er Assistent des Geologen des Staates New York, James Hall, und ab 1879 beim United States Geological Survey tätig. Walcott war von 1894 bis 1907 Direktor dieser Bundesbehörde und anschließend Nachfolger von Samuel Pierpont Langley als Leiter (engl. Secretary) der Smithsonian Institution, was er bis zu seinem Tod blieb. Nachdem er 1902 Andrew Carnegie getroffen hatte, war er einer der Gründer der Carnegie Institution in Washington.
Walcott entdeckte 1909 das „Phyllopod bed“ (Burgess-Schiefer im engeren Sinn) in den kambrischen Sedimentgesteinen der Berge nördlich des Tals des Kicking Horse River nahe der Ortschaft Field (British Columbia, Kanada). 1910 bis 1924 kehrte er immer wieder zu dieser heute weltberühmten Konservatlagerstätte zurück und sammelte über 65.000 Fossilien. Bei seinen Exkursionen wurde er häufig durch Familienmitglieder unterstützt. Er war Mitglied der American Association for the Advancement of Science (deren Präsident er 1923 war), der National Academy of Sciences (1896), deren Präsident er von 1917 bis 1923 war und deren Mary Clark Thompson Medal er 1921 erhielt, und der American Academy of Arts and Sciences (1899). 1909 wurde er Ehrendoktor der University of Cambridge. 1901 war er Präsident der Geological Society of America und 1913 Präsident der Paleontological Society. Seit 1895 war er korrespondierendes und seit 1925 Ehrenmitglied der Russischen Akademie der Wissenschaften. 1918 wurde er korrespondierendes und 1919 auswärtiges Mitglied der Académie des sciences. Die Académie royale des Sciences, des Lettres et des Beaux-Arts de Belgique nahm ihn 1924 als assoziiertes Mitglied auf.

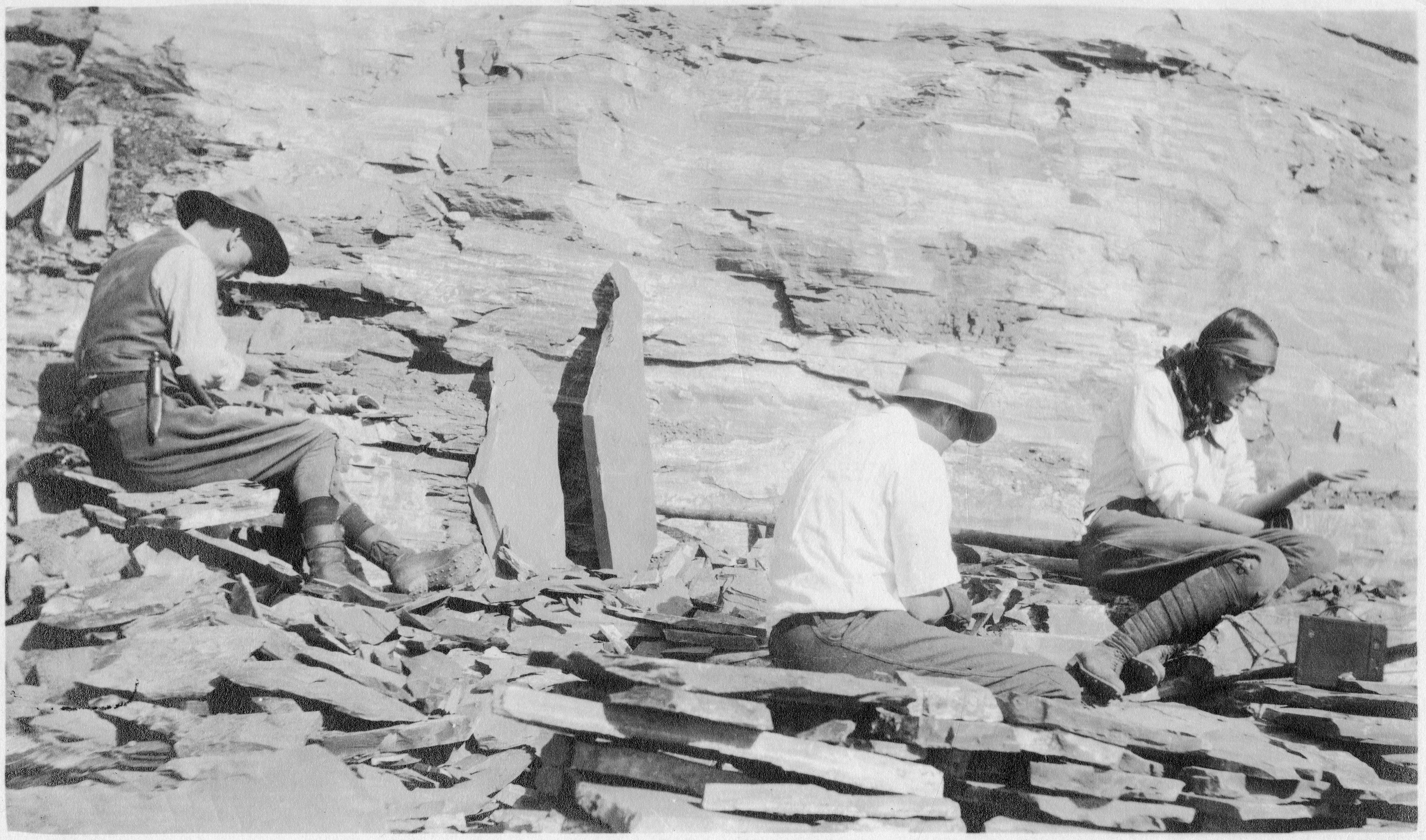
Walcott mit Sohn und Tochter bei der Fossiliensuche im Burgess Shale

1872 heiratete er Lura Ann Rust, die Tochter eines Bauern, auf dessen Land er eine bedeutende Trilobiten-Fundstätte entdeckte (Walcott-Rust-Steinbruch bei Russia in New York, Kalkstein des oberen Ordovizium). Sie starb 1876. Im Jahr 1888 heiratete er Helena Breese Stevens, mit der er vier Kinder hatte. Sie starb bei einem Eisenbahnunglück 1911. 1914 heiratete er Mary Morris Vaux, die auch als Malerin hervortrat und ihn auf seinen Reisen begleitete. Walcott liegt auf dem Rock Creek Cemetery in Washington D.C. begraben.
Einem breiteren Publikum bekannt wurde Walcott durch Stephen Jay Gould (Wonderful Life 1989).
Ein Berggipfel am Mount Burgess in Kanada ist nach ihm benannt. Gleiches gilt für den Mount Walcott, den Walcott-Gletscher, den Walcott North Stream, den Walcott South Stream, die Walcott Bay und den Walcott Lake in der Antarktis. Die National Academy of Sciences verleiht alle fünf Jahre die Charles Doolittle Walcott Medal für herausragende paläontologische Arbeiten zum Kambrium und Präkambrium. 1912 wurde er Ehrenmitglied der Paläontologischen Gesellschaft.

## Schriften

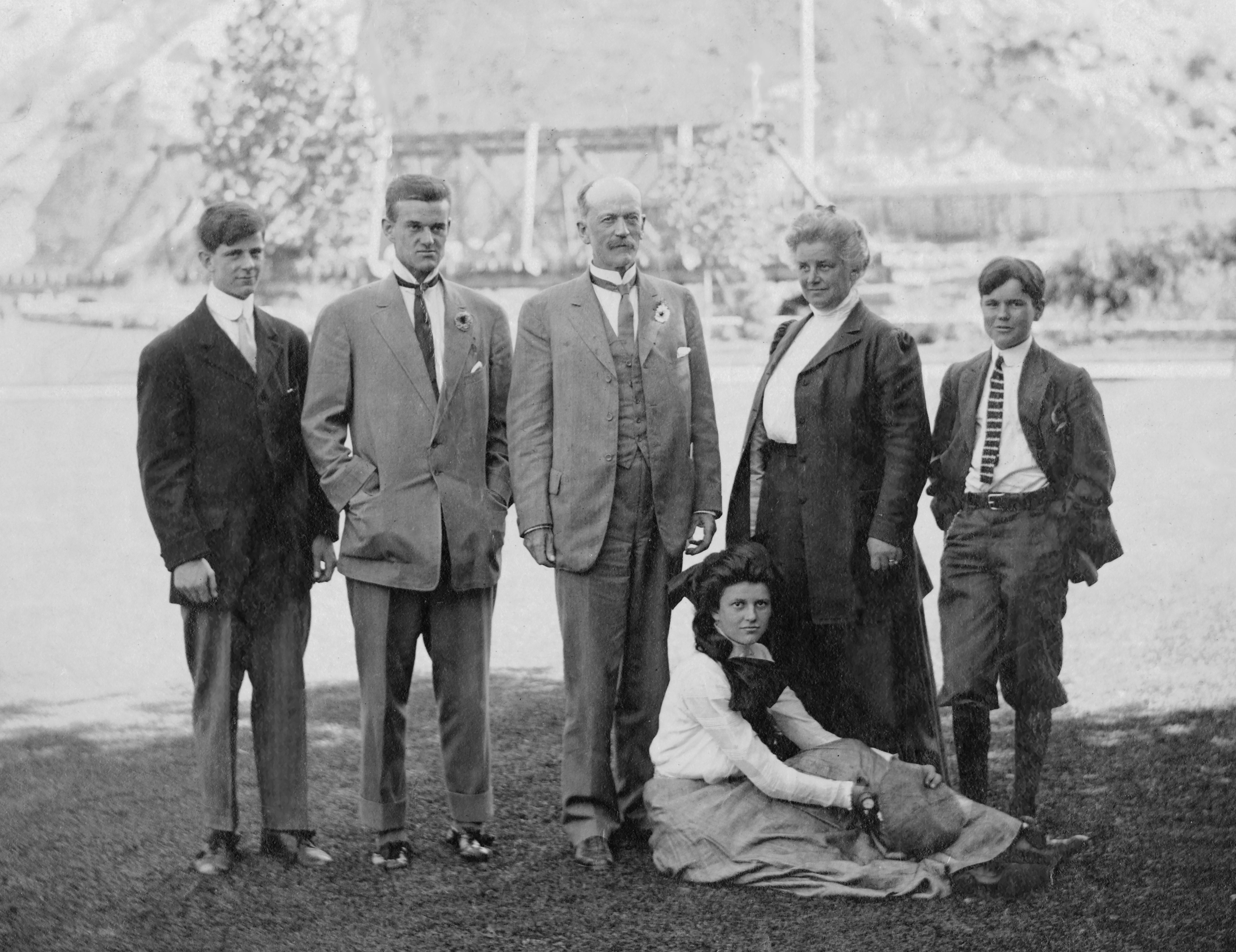
Walcott mit Familie um 1907 in Provo, Utah

- Cambrian Geology and Paleontology, 5 Bände. Smithsonian Institution, 1910–1928, Band 1 – Internet Archive
- Geology of the Eureka District, Nevada, with an Atlas. In: Monographs US Geological Survey, Nr. 20, 1884
- Paleontology of the Eureka District. In: Monographs of the US Geological Survey, Nr. 8, 1884, archive.org
- Cambrians faunas of North America. In: Bulletin US Geological Survey, 1884
- The Fauna of the Lower Cambrian or Olenellus Zone. Washington D. C. 1890
- Correlation Papers on the Cambrian. In: Bulletin US Geological Survey, Nr. 81, 1890, Washington D. C.
- Fossil Medusae. In: Monographs US Geological Survey, Nr. 30, 1898, archive.org
- Cambrian Brachiopoda. 2 Bände. Government Printing Office, Washington D. C. 1912, archive.org
- Cambrian Fauna of India. Washington D. C. 1905
- Cambrian Faunas of China. In: Proc. of the United States National Museum, Band 30, 1905
- Walcott, Charles Doolittle. In: Encyclopædia Britannica. 11. Auflage. Band 28: Vetch – Zymotic Diseases. London 1911, S. 252 (englisch, Volltext [Wikisource]).